# شهرستان نیک‌شهر
شهرستان نیک‌شهر یکی از شهرستان‌های استان سیستان و بلوچستان ایران است. مرکز این شهرستان، شهر نیک‌شهر است.
این شهرستان در تاریخ ۱۸ بهمن ۱۳۶۸ از شهرستان چابهار جدا شد و مستقل گردید.

## موقعیت جغرافیایی
شهرستان نیک‌شهر از شمال شرقی با شهرستان‌های ایرانشهر، بمپور و سرباز، از شمال با شهرستان لاشار، از شمال غربی با شهرستان فنوج، از غرب با شهرستان بشاگرد استان هرمزگان، از شرق با شهرستان قصرقند، از جنوب شرقی با شهرستان کنارک و از جنوب غربی با شهرستان زرآباد همسایه است.

## تقسیمات کشوری
شهرستان نیک‌شهر دارای ۳ بخش، ۹ دهستان و ۳ شهر به شرح زیر است:

### شهرستان نیک‌شهر
| بخش    | مرکز بخش | جمعیت بخش ۱۳۹۵ | نام دهستان     | مرکز دهستان | جمعیت دهستان ۱۳۹۵ | شهر    | جمعیت شهر ۱۳۹۵ |
| ------ | -------- | -------------- | -------------- | ----------- | ----------------- | ------ | -------------- |
| مرکزی  | نیکشهر   | ۶۶٬۷۱۶ نفر     | هیچان          | هیچان       | ۱۳٬۴۴۱ نفر        | نیکشهر | ۱۷٬۷۳۲ نفر     |
| مرکزی  | نیکشهر   | ۶۶٬۷۱۶ نفر     | چاهان          | چاهان       | ۱۲٬۷۲۷ نفر        | نیکشهر | ۱۷٬۷۳۲ نفر     |
| مرکزی  | نیکشهر   | ۶۶٬۷۱۶ نفر     | مخت            | مخت         | ۱۲٬۳۹۵ نفر        | نیکشهر | ۱۷٬۷۳۲ نفر     |
| مرکزی  | نیکشهر   | ۶۶٬۷۱۶ نفر     | مهبان          | مهبان       | ۱۰٬۴۲۱ نفر        | نیکشهر | ۱۷٬۷۳۲ نفر     |
| بنت    | بنت      | ۲۸٬۷۲۲ نفر     | بنت            | بنت         | ۱۲٬۱۹۲ نفر        | بنت    | ۵٬۸۲۲ نفر      |
| بنت    | بنت      | ۲۸٬۷۲۲ نفر     | دستگرد         | دستگرد      | ۶٬۲۶۰ نفر         | بنت    | ۵٬۸۲۲ نفر      |
| بنت    | بنت      | ۲۸٬۷۲۲ نفر     | توتان و مهمدان | توتان       | ۴٬۴۴۸ نفر         | بنت    | ۵٬۸۲۲ نفر      |
| آهوران | چانف     | ۱۲٬۴۵۳ نفر     | چانف           | چانف        | ۷٬۶۶۷ نفر         | چانف   | ۲٬۲۹۷ نفر      |
| آهوران | چانف     | ۱۲٬۴۵۳ نفر     | کهیری          | کهیری       | ۲٬۴۸۹ نفر         | چانف   | ۲٬۲۹۷ نفر      |

## جاذبه‌های گردشگری
از جاذبه‌های گردشگری شهرستان می‌توان به موارد زیر اشاره کرد:
- قلعه نیک‌شهر (گِه)
- قلعه بنت
- قلعه چانف
- ده محوطه و تپه پیش از تاریخ
- پنج درخت کهنسال
- مسجد عبدالقادر در مجاور قلعه نیک‌شهر

## جمعیت
بر پایه سرشماری عمومی نفوس و مسکن در سال ۱۳۹۵، جمعیت شهرستان نیک‌شهر برابر با ۱۰۷٬۹۲۱ نفر بوده‌است.